# Ruta 225-CH
La Ruta 225-CH es una ruta internacional que se encuentra en el sur de Chile, en la Región de Los Lagos. La ruta se inicia en Puerto Varas y finaliza en el paso fronterizo Pérez Rosales, a 1.020 m s. n. m. Gran parte de su trazado comprende el proyecto turístico Ruta Interlagos.

## Historia
En diciembre de 1941 se dio término por parte de la Empresa de los Ferrocarriles del Estado la construcción del camino de Puerto Varas hasta Ensenada, con las obras finales entre La Poza y Ensenada, efectuandose la recepción provisional e inauguración de la obra. Por administración se efectuaron los trabajos de plataforma volada de concreto armado en el km. 16, terminación de los puentes de 15 m. de luz en los km. 17 y 18, la terminación de los puentes de 30 m. de luz en el río Tepú. Otros trabajos desarrollados fueron el ripiamiento del camino de Puerto Varas a La Poza, construcción de fosos, construcción de dos puentes de concreto armado de cinco metros y diez tubos de acceso a caminos vecinales.

## Áreas geográficas y urbanas
- kilómetro 0: Autopista de Los Lagos.
- kilómetro 7: puente Minte.
- kilómetro 9: acceso Colonia Tres Puentes.
- kilómetro 10: Los Riscos.
- kilómetro 38,6: Cabañas Mey Ling
- kilómetro 39,5: acceso a camino volcán Calbuco (V-623).
- kilómetro 41: Ensenada.
- kilómetro 45: cruce a volcán Osorno, Petrohué y Ralún.
- kilómetro 57: Saltos del Petrohué.
- kilómetro 83: :paso fronterizo Pérez Rosales.

## Sectores de la ruta
- Puerto Varas-Petrohué, carretera pavimentada.
- Lago Todos los Santos, barcaza.
- Peulla·Paso Vicente Pérez Rosales, carretera consolidada.

## Aduanas
- Paso fronterizo Pérez Rosales, emplazado entre extensos campos y bosques a 1.020 m s. n. m.
- Documentos: Aduanas Chile, Servicio Agrícola Ganadero, Policía de Investigaciones. Carabineros de Chile control obligado en Casa Pangue.
- Horario: esta avanzada se encuentra abierta en invierno de 8 a 19 h y en verano de 8 a 21 h.

## Enlaces (Cruces)
Kilómetro 

## Accidentes
La noche del 7 de mayo de 1995, el colapso un tubo de alcantarillado en el kilómetro 7 de la ruta debido a fuertes lluvias provocó el socavón de un terraplén y la formación de un agujero gigante, en el cual cayeron siete vehículos. El accidente, conocido como Tragedia del estero Minte, dejó 27 fallecidos y un sobreviviente.